# Stilleven met gemberpot I
Stilleven met gemberpot I is een schilderij van de Nederlandse schilder Piet Mondriaan in het Solomon R. Guggenheim Museum in New York.

## Voorstelling
Het stelt een tafel voor, tegen een venster, met daarop allerlei voorwerpen, zoals schildersdoeken, glazen, een gemberpot, een steelpan, boeken en een inktpot. Op de voorgrond ligt op een opengeslagen stuk papier een stuk kaas met een mes.

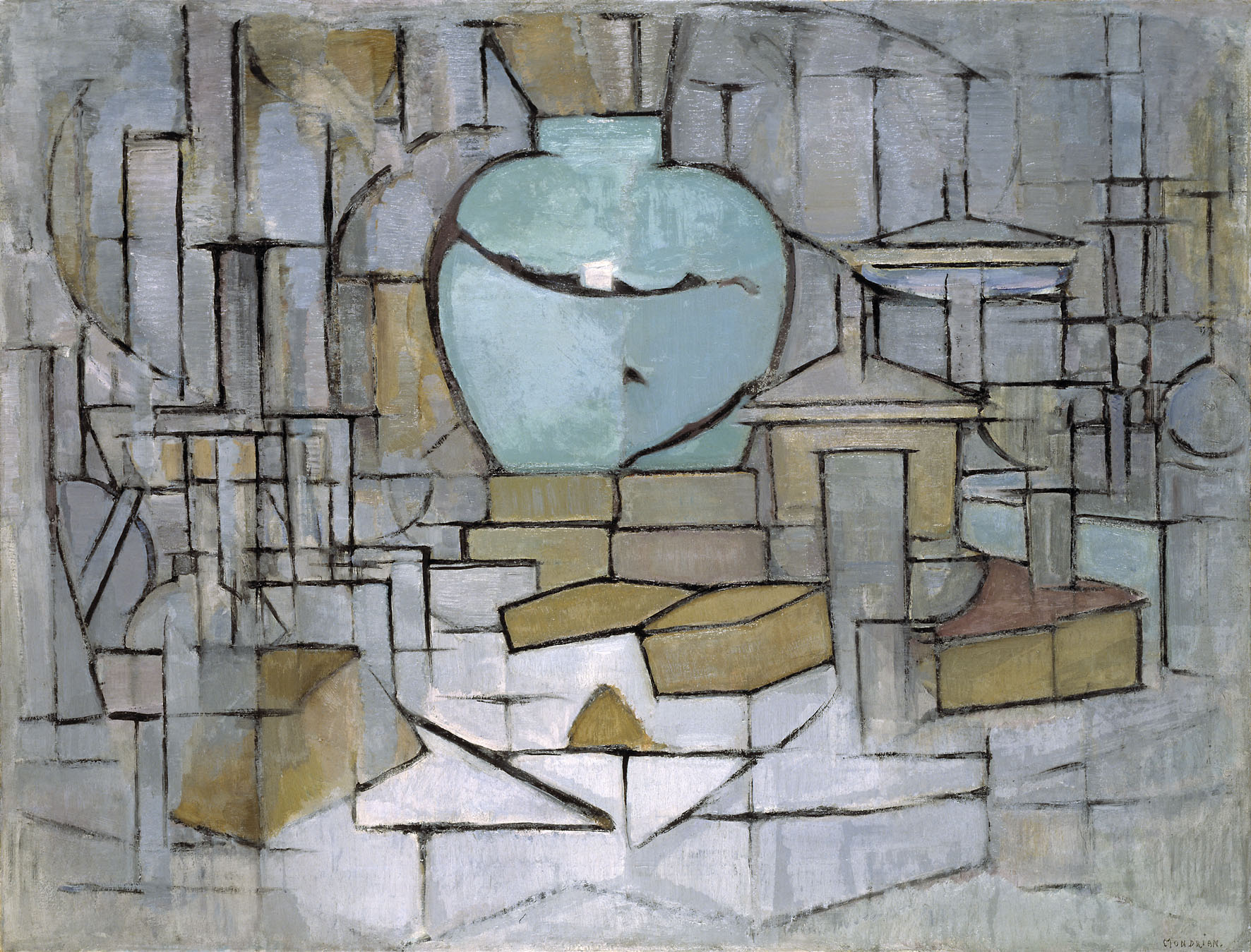
Piet Mondriaan. Stilleven met gemberpot II. 1911-1912. New York, Solomon R. Guggenheim Museum.

Mondriaan schilderde het vlak nadat hij naar Parijs verhuisde. Het werk is geïnspireerd op de Franse schilder Paul Cézanne, die vormen uit de werkelijkheid 'vertaalde' in geometrische vormen, zoals bollen, rechthoeken en cilinders. In Stilleven met gemberpot I begin Mondriaan nieuwe technieken toe te passen, zoals passage (het door laten lopen van contourlijnen om voorwerpen) en een lossere penseelvoering.
Mondriaan maakte later een tweede versie van dit stilleven, Stilleven met gemberpot II, dat nog abstracter is. In dit werk zijn alle details vervangen door geometrische vormen, behalve de gemberpot, die het middelpunt vormt van een uitgebalanceerde compositie. Dit zoeken naar balans is een kenmerk van de latere, volledig abstracte composities van Mondriaan.

## Toeschrijving en datering
Het schilderij is rechtsonder gesigneerd ‘P. MONDRIAN.’, een verfransing van zijn naam. Het moet na zijn vertrek naar Parijs op 20 december 1911 ontstaan zijn.

## Herkomst
Het werk werd in 1922 via Mondriaan verworven door de kunstverzamelaar Sal Slijper. Deze liet het na zijn dood in 1971 na aan het Gemeentemuseum Den Haag. Dit museum gaf het in 1976 in blijvend bruikleen af aan het Solomon R. Guggenheim Museum in New York.